# Aspidoscelis angusticeps
Aspidoscelis angusticeps (юкатанський батогохвіст) — вид ящірок родини теїдових (Teiidae). Мешкає в Мексиці і Центральній Америці.

## Підвиди
Виділяють два підвиди:
- Aspidoscelis angusticeps petenensis (Beargie & McCoy, 1964);
- Aspidoscelis angusticeps angusticeps (Cope, 1878).

## Поширення і екологія
Юкатанські батогохвости мешкають на півострові Юкатан, на території Мексики, Гватемали і Белізу. Вони живуть у відкритих місцевостях, зокрема в саванах, на узліссях та на узбіччях доріг. Зустрічаються на висоті до 300 м над рівнем моря.